# Palloptera terminalis
Palloptera terminalis is een vliegensoort uit de familie van de Pallopteridae. De wetenschappelijke naam van de soort is voor het eerst geldig gepubliceerd in 1863 door Loew.